# 栗木尚謙
栗木 尚謙（くりき ひさかた、1753年3月20日〈宝暦3年2月16日〉 - 1815年2月23日〈文化12年1月15日〉）は、伯耆国米子（現在の鳥取県米子市）の武士（鳥取藩士）。『樵濯集』の著者。栗木家8代目。初めの諱は祥宜（よしのぶ）、幼名は助三郎。

## 経歴
米子城下に生まれる。1763年に父・義成が死去し、11歳で跡目相続する。1778年、米子城の御破損奉行に任ぜられ、禄高200石となる。1779年、諱を尚謙と改め、字を柘植義方の撰で子恭と名乗る。
1787年、病気のため退役を願い許され、2年半余家に籠る。1790年、再び出仕を要請され、御破損奉行に再任され、以後その職に11年専念する。1800年に退役するまで21年間御破損奉行を務めた。また槍術の師範役だった。
1815年、死去した。法号は通宵院一貫道微居士。墓所は米子市愛宕町の総泉寺。

## 人物
『樵濯集』は、因幡藩士で、米子組士の一人である栗木の著作である。古代からの孝義、勲功、良吏等の事跡、古記録、古老の見聞などを集めたもので、米子地方の江戸時代の社会、民俗などを知るうえで価値がある。

## 家族
栗木家
栗木尚謙の『先祖聞書き覚え』によると、「栗木家は、越前朝倉義景の旗下・真柄十郎左衛門の苗裔である。しかし当家系図書等は水難によって詳細ではない。護国院様へ召し出された当家元祖は、十郎左衛門の子息であろう」という。栗木家13代目の栗木尚謙（米子市東町）は、8代目と同名である。
- 父・義成[2]
- 母 - 1805年、死去する[2]。
- 妻・利根 - 文化6年2月12日に死去する[2]。
- 長男・佐五郎（篤敬） - 9代目を継ぐ[2]。
- 次男 - 夭逝する[2]。
- 三男・貞蔵 - 因幡・佐善家に入る[2]。
- 長女・磨志 - 伊木隼太の妻[2]。
- 次女・長 - 古曳冬秀の妻[2]。